# Warrenton, North Carolina
Warrenton är administrativ huvudort i Warren County i den amerikanska delstaten North Carolina. Orten har fått sitt namn efter politikern Joseph Warren.

## Kända personer från Warrenton
- Josiah Bailey, politiker
- Thomas Bragg, politiker
- Saxby Chambliss, politiker